# 夏镇夷
夏镇夷（1915年12月17日—2004年10月12日），男，浙江桐乡人，中国精神医学专家，曾任上海第一医学院教授，中华医学会常务理事。

## 生平
1915年12月17日生于浙江省桐乡县濮院镇。先后毕业于嘉兴秀州中学、国立上海医学院、美国康奈尔大学附属纽约医院。1956年至1986年，担任中华医学会神经精神科学会主任委员。
2004年10月12日下午1时30分在中山医院逝世，享年89岁。